# Resolutie 1962 Veiligheidsraad Verenigde Naties
Resolutie 1962 van de Veiligheidsraad van de Verenigde Naties is een resolutie die op 20 december 2010 werd aangenomen door de VN-Veiligheidsraad. De resolutie verlengde de UNOCI-troepenmacht in Ivoorkust opnieuw met een half jaar.

## Achtergrond
In 2002 brak in Ivoorkust een burgeroorlog uit tussen de regering in het christelijke zuiden en rebellen in het islamitische noorden van het land. In 2003 leidden onderhandelingen tot de vorming van een regering van nationale eenheid en waren er Franse en VN-troepen aanwezig. In 2004 zegden de rebellen hun vertrouwen in de regering op en namen opnieuw de wapens op. Het noorden van het land werd voornamelijk door deze Forces Nouvelles gecontroleerd. Er werden illegaal diamanten uitgevoerd via de buurlanden en wapens ingevoerd via Burkina Faso, zo concludeerden VN-experts.

## Inhoud

### Waarnemingen
Op 31 oktober en 28 november 2010 waren vreedzaam en met massale opkomst de twee ronden van de presidentsverkiezingen in Ivoorkust gehouden. Pogingen om het verkiezings- en vredesproces te verstoren werden ten stelligste veroordeeld. Men was beducht voor escalerend geweld in Ivoorkust en riep alle partijen op terughoudend te zijn. Op 7 december had de ECOWAS het land geschorst en sancties ingesteld, en ook de Afrikaanse Unie had Ivoorkust geschorst tot de democratisch verkozen president aan de macht was.

### Handelingen
Bij alle Ivoriaanse partijen werd erop aangedrongen dat zij de wil van het volk en dus de uitslag van de verkiezingen zouden respecteren, gezien ECOWAS en de AU Alassane Ouattara als winnaar erkenden. Intussen werd het mandaat van de UNOCI-missie in het land, die uit 8650 personeelsleden zou blijven bestaan, verlengd tot 30 juni 2011. Ook mocht de secretaris-generaal de 500 tijdelijke extra manschappen tot 31 maart 2011 ter plaatse houden en nog vier weken langer manschappen van de naburige UNMIL overplaatsen. Verder werd ook de autorisatie van de Franse troepen die UNOCI ondersteunden tot midden 2011 verlengd.

## Verwante resoluties
- Resolutie 1946 Veiligheidsraad Verenigde Naties
- Resolutie 1951 Veiligheidsraad Verenigde Naties
- Resolutie 1967 Veiligheidsraad Verenigde Naties (2011)
- Resolutie 1968 Veiligheidsraad Verenigde Naties (2011)

Lijst ·  1908 ·  1909 ·  1910 ·  1911 ·  1912 ·  1913 ·  1914 ·  1915 ·  1916 ·  1917 ·  1918 ·  1919 ·  1920 ·  1921 ·  1922 ·  1923 ·  1924 ·  1925 ·  1926 ·  1927 ·  1928 ·  1929 ·  1930 ·  1931 ·  1932 ·  1933 ·  1934 ·  1935 ·  1936 ·  1937 ·  1938 ·  1939 ·  1940 ·  1941 ·  1942 ·  1943 ·  1944 ·  1945 ·  1946 ·  1947 ·  1948 ·  1949 ·  1950 ·  1951 ·  1952 ·  1953 ·  1954 ·  1955 ·  1956 ·  1957 ·  1958 ·  1959 ·  1960 ·  1961 ·  1962 ·  1963 ·  1964 ·  1965 ·  1966